# Gleen Mead
Gleen Mead foi um ativista norte-americano. Foi presidente do Rotary International.